# Anania pata
Anania pata is een vlinder van de familie van de grasmotten (Crambidae). De wetenschappelijke naam van deze soort is voor het eerst voorgesteld als Pyrausta pata door Embrik Strand in een publicatie uit 1918.
De soort komt voor in Taiwan.